# Musik till Frälsningsarméns sångbok (1907)
Musik till Frälsningsarméns sångbok 1907 är en musikbok som är arrangerad för att kunna användas till blandad kör, orgel eller piano. Boken innehåller 420 sånger och skiljer sig därmed från innehållet i Frälsningsarméns sångbok 1897 som omfattar 357 sånger. 1930 kom ett supplement, Musik till Frälsningsarméns sångbok 1930, för att komplettera med de sånger som var nya i Frälsningsarméns sångbok 1929. 

## Sånger
```
1 
Pris ske Gud för allt hvad han har gjort
 med rubriken  
"Som en himmelsk ton"

2 
Jag funnit pärlan underbar

3 
Du är min sol, o, Jesus kär

4 
Jag aldrig glömma skall den stund

5 
Till Herrens maning säg ej nej

6 
O Fader, uppå stormig stig

7 
Af syndens orm du stungen är

8 
Då jag beskådar korsets stam

9 
Att världens åkerfält beså ha kommit såningsmänniskor två

10 
Till strids, till strids budkaflen går
 (= 
Till strids, till strids budkaveln går
)
11 
Guds kärleksflod så full af frid

12 
Se Jesus där på korsets stam

13 
En tillflyktsort i stormens tid

14 
Om Herren ville syndarns död

15 
Allting för honom möjligt är

16 
Gif mig den tro, som bergen kan försätta
 (= 
Giv mig den tro, som bergen kan förflytta
)
17 
Jag har det sälla landet nått

18 
Vak upp, min själ, och var ej matt

19 
Guds rena lamm, jag flyr till dig

20 
Att rädda världen önska vi

21 
I ringhet född i Betlehem

22 
Omkring Guds tron där står en här av barn i himlens höjd

23 
O, gif mig blott ett hjärta
 (= 
O, giv mig blott ett hjärta
)
24 
Du korsets tappra kämpatrupp

25 
Min Gud, jag känner du är min

26 
Ack, om med tusen tungors ljud jag kunde prisa dig

27 
Jesus, det högsta ibland namn

28 
Nu vid ditt kors jag böjer mig i lydnad för ditt bud

29 
Vänd om, förlorade

30 
Mörk var den stund

31 
Jag är så hjärtligt nöjd och glad

32 
En dag vid tusen åskors ljud

33 
Är jag en korsets kämpe

34 
Vår själ är fylld af heligt lov
 
35 
O du som ej en stråle fått

36 
I synden förr jag haft min lust helt fritt

37 
Pris vare Gud! Hans barn jag är

38 
Din själ du måste renad få

39 
Det finns en stund af ljuflig ro
 
40 
I tusenvis gå själar in i himmelens palats

41 
Det finns en källa, fylld med blod

42 
O, gif mig trones vingar
 
43 
Mitt hjärta sjunger, ty jag fann en pärla underbar
 (= 
Mitt hjärta sjunger, ty jag fann den pärlan underbar
)
44 
En väg bekväm de bjödo mig

45 
Hell, prisen Jesu Kristi namn

46 
I ljuflig frid, i strid så het
  (= 
I ljuvlig frid, i strid så het
)
47 
Den stora skörden bärgas in i ladan inom kort

48 
Kom, syndare, till korsets flod

49 
Min själ långt borta gick

50 
O själ, hvad ljufligt fröjdebud

51 
Jag hörde Jesu dyra ord

52 
Min konungs blod, den röda flod

53 
Hvi är så röd din nya dräkt
 (= 
Vi är så röd din nya dräkt
)
54 
Att frälsa själar Jesus kom

55 
Då Jesus tog min syndaskuld

56 
Om i mitt hjärta finns en vrå som fri från synd ej är

57 
Framåt mot himlen glad jag går

58 
Vill du en härlig frälsning få

59 
Guds segerrika frälsningshär går fram med tappert mod

60 
Med ökadt mod och själ i brand vi gladt gå ut i strid
 (= 
Med ökat mod och själ i brand vi glatt gå ut i strid
)
61 
Med snabba steg soldaten går mot himlens sälla land

62 
Låt löftets evangelium kring världen ljuda klart

63 
Det finns en flod så underbar

64 
Pris vare Gud, en reningsflod framväller

65 
Bland främlingar i Betlehem

66 
Från hvarje fläck tvådd skär
 (= 
Från varje fläck tvådd skär
)
67 
Jag hör din ljufva röst
 (= 
Jag hör din ljuva röst
)
68 
Vi världen lämna få i lyckligt syskonband

69 
Fast blodröd var min synd

70 
Så trött på synd och värld jag längtar efter ro

71 
O, hör trumpetens ljud

72 
Jesus bor på Zions höjd

73 
Djup af nåde
 (= 
Djup av nåde
)
74 
Blodröd synd tvås hvit som snö

75 
Gud som hafver barnen kär
 (textvariant av 
Gud som haver barnen kär
 
 
→
 
Text
 
)
76 
Klippa, du som brast för mig
 
 
→
 
Text
 

77 
Jesus led mig varje dag

78 
Jag är stridsman, som för krig för min Gud

79 
På sitt kors på Golgata Jesus dog för dig och mig

80 
Fram, med Gud vi segra än

81 
Jesus, själens brudgum kär

82 
Jesus klappar, väntar, ber

83 
Sjung af fröjd
 
84 
Uti lifvets heta strid
 (
Uti livets heta strid
)
85 
Lifvets dag den är så kort
 (
Livets dag den är så kort
)
86 
Under helga fanans rand

87 
Hör, krigstrumpeten skallar

88 
Dyre Jesus, du är min

89 
Marsch framåt, Guds soldater

90 
Min kropp, min själ och ande

91 
Följ med mig fram till korset, där Jesus för dig led

92 
Full frälsning är vårt motto, full frälsning är vår sång

93 
Jag lyfter mina händer
 
 
→
 
Text
 

94 
Min fot var trött att vandra uppå en själfvald stig

95 
Se, himlens pärleportar

96 
Min synd är lagd på Jesus

97 
Från Lapplands fjäll och sjöar

98 
Jag korsets färg vill bära igenom eld och blod

99 
Upp, Kristi stridsmän alla

100 
En stridsman uti hären jag blifvit
 
101 
Då mitt hjärta var kallt

102 
Ett förloradt barn jag var
 (
Ett förlorat barn jag var
)
103 
O, hur lycklig är den, som har Jesus till vän
 
104 
Länge borta från Gud uti mörker jag gick

105 
I sin kärlek rik och stor

106 
Små och stora rundt kring jord
 (
Små och stora runt kring jord
)
107 
Sjunkna uti synd och skam

108 
Ack, när skall min själ finna ro

109 
Af häpnad och undran jag stannar
 
110 
Se, vår skara skall fienden slå

111 
Hvem vill kämpa för Gud öfverallt
 
112 
Hvart gäller resan, min broder
 (? = 
Varthän gäller resan
 ?)
113 
Jag ofta såg ljungeldar flamma

114 
Till hemmet ofvan skyn vi tåga
 (
Till hemmet ovan skyn vi tåga
)
115 
Jag vet en skön och härlig värld

116 
Mitt hjärta söker dig alltjämt, Frälsare min

117 
O Gud, du klara, rena låga

118 
O se, o se Guds dyra lamm
 (
O, se, o, se, Guds dyra lamm
)
119 
Låt oss förena oss i sång

120 
I ljusfull natt det ljöd så klart

121 
Själ, stäm upp

122 
Jorden oro har och jämmer

123 
Sen, kamrater, hvilka skaror mot fördärfvet gå
 
124 
Nu fröjdetiden inne är

125 
Med helig eld kom, Jesus god

126 
Förfäras ej, du lilla hop
 
127 
Stån upp! Håll hvarje lampa klar

128 
Med jubel och med sång det bär till landet, där min Jesus är
 (
Med jubel och med sång det bär till landet där min Jesus är
)
129 
Gud, jag hör att du utsänder skurar
 (
Gud jag hör att du utsänder skurar
)
130 
Då i himlen upprop hålles

131 
Dyre Jesus, du mig frälsar

132 
Tappre kämpe! Fram till seger

133 
Jesus, jag mitt kors har tagit

134 
Stridsman är jag

135 
Ej jag rädes dödens bölja

136 
O, hvad bitter sorg och blygsel
 (
O, vad bitter sorg och blygsel
)
137 
På det stora haf vi segla
 (
På det stora hav vi segla
)
138 
Bjud dem in, de djupast fallna
 (
Bjud dem in - de djupast fallna
)
139 
Vecklen ut vår röda fana

140 
Jesus kallar mig, jag följer Andens maning

141 
Gud, o Gud, som världar leder

142 
Herre kär, hos dig är tillflykt

143 
Evangelii budskap ljuda
 (
Evangelii budskap ljuder
)
144 
Hör, hur Jesu stämma ljuder

145 
Härlig frälsning! Härlig frälsning!

146 
Mästarn oss till verket kallar

147 
Jag har lämnat allt för Jesus

148 
Om du en gång är förlorad

149 
Är ditt hjärta stängdt för Jesus
 (
Är ditt hjärta stängt för Jesus
)
150 
Trötte vandringsman, o, lyssna

151 
Hjärtan är det världen kräfver

152 
För att renas helt från synden kommer jag

153 
Herre Jesus, o, att älska dig
 
154 
Jag vill älska dig, o Jesus

155 
Jag vill hafva Jesus med mig
 (
Jag vill hava Jesus med mig
)
156 
Liksom hafvets djupa bölja
 (
Liksom havets djupa bölja
)
157 
Guds soldater, rusten eder
 
158 
Jesus, se till din plantering

159 
Låt mig gå! Se dagen nalkas
 (
Låt mig gå! Se, dagen nalkas
)
160 
O, hvad ljuvlig fröjd jag känner
 
161 
Bakom bergen sjunker solen uti aftonskymning svag

162 
Jesus, låt mig städse börja

163 
Hell dig, törnekrönte Konung

164 
Herre, signe du och råde
 
 
→
 
Text
 

165 
Upp, min tunga, att lofsjunga
 (
Upp, min tunga, att lovsjunga
 
 
→
 
Text
 
)
166 
Få vi mötas bortom floden
 
167 
Herre, samla oss nu alla
 
 
→
 
Text
 

168 
Är du redo till att strida

169 
Då min lefnad jag begrundar
 (
Då min levnad jag begrundar
)
170 
Blif hos mig kvar
 (
Bliv hos mig kvar
)
171 
Nu ändtligen striden den svåra är slut

172 
Dig, Jesus, jag älskar
 med refrängen 
Gömd uti dig

173 
Dig, Jesus, jag älskar
 med refrängen 
Hem, hem, mitt kära hem

174 
O Jesus, jag längtar bli fullkomligt ren

175 
O gränslösa frälsning

176 
Kom, syndare, Frälsaren väntar på dig

177 
Guds kämpe, hur lycklig och säll är ej du

178 
Tiden är all! Jehova skall skipa rättfärdig lag

179 
O, skynda till Jesus

180 
När skuggorna falla så tunga och kalla

181 
Hur härligt att tänka, när synd tränger på

182 
Till frälsningens saliga brunnar vi gå
 
183 
Det närmar sig målet, jag sjunger med fröjd

184 
Så nära Guds rike

185 
Mer helighet gif mig
 (
Mer helighet giv mig
 
 
→
 
Text
 
)
186 
Min Fader regerar mång tusende land

187 
Min skatt är i himlen

188 
Kom med i vår här och vår ovän slå
 (
Kom med i vår här och vår fiende slå
)
189 
Min Gud, huru saligt

190 
Till de renas och heligas hemland vi tåga

191 
O, du suckande själ

192 
Lyss, syndare! Gud ifrån höjden dig kallar

193 
Långt borta från hem och från kära han stod

194 
Jesus, min Jesus

195 
Har du blodets kraft väl känt

196 
O, du Guds lamm, som världens synder burit

197 
Får en arm syndare fly till Jesus

198 
Så den ädla säden

199 
Herre, i blodet, som utgjutet är
 
200 
Farväl, o värld

201 
”Jag vägen är”, har Jesus sagt

202 
Frälsaren ropar: kom

203 
På korset dog min Jesus

204 
Långt bort i synd jag var

205 
Jag är din, o Gud

206 
Än en gång ett kärleksbud

207 
Jesus allena mitt hjärta skall äga

208 
Jag har ett budskap, en hälsning från Jesus

209 
Då jag fröjdas, sjunger jag

210 
Jag har läst om män af tro

211 
Vid korsets fot

212 
Gud dig följe, tills vi möts igen

213 
Förblekna jordens fröjd, Jesus är min
 (
Förblekna, jordens fröjd, Jesus är min
)
214 
Närmre, min Gud, till dig

215 
Gud oss hjälper att modigt strida

216 
Jesus, min brudgum kär

217 
Jesus, vid din fot med sköfladt hopp
 
218 
Se, vi tåga fram med sköld och med baner

219 
Lyss, lyss, min själ

220 
Jag har hört att mig Jesus har älskat så högt

221 
Din Frälsare tåligt står väntande

222 
O, har du ej hört om en Frälsare god

223 
Himmelens stad är härlig

224 
En vän jag har i Jesus

225 
Jag tror på den gyllene staden

226 
Borta jag gick ifrån Gud många år

227 
Jag bär till Jesus hjärtat, som det är

228 
Hvar stund jag dig behöfver
 
229 
I Guds frälsningsarmé ha vi tagit vår plats

230 
Söker du frid, förlåtelse, tröst
 
231 
Fröjd, fröjd, fröjd

232 
När mödrar i Salem till Jesus barnen förde

233 
Herre, nu åt dig jag gifver mig och allt hvad som är mitt
 (
Herre, nu åt dig jag giver mig och allt vad som är mitt
)
234 
Sjungen högt om frälsning

235 
Kämpar, vaknen!

236 
För mig min Jesus gaf sitt blod
 (
För mig min Jesus gav sitt blod
)
237 
Guds misshag öfver mig har flytt
 (
Guds misshag över mig har flytt
)
238 
Om i striden trötthet når ditt hjärta

239 
Intet värde för jag fram

240 
Jesus är min Frälsare, jag vet

241 
Då vi mötas till sist bortom Jordan

242 
O, den Herren kär

243 
O, jag vet en gång, då med helgon mång
  (
O, jag vet en gång, när med helgon mång
)
244 
Snart skall kröningsdagens morgon skönt upprinna

245 
Själ, i stormens brus

246 
Soldater, modigt gån framåt
 
247 
Du klara ljus! På villsam ökenstig, o led mig fram

248 
Med syndens tunga börda

249 
Fram, du korsets kämpahär
 (? = 
Fram, fram, korsets kämpahär
 ? )
250 
Genom mörkrets regioner

251 
Ut till strid! Hör, ropet skallar!

252 
Finns väl någon här, som gråter
 (
Finns väl någon här som gråter
)
253 
Se, han är lagd i graf

254 
Vi bli hjältar, vi bli hjältar

255 
Kärlek utan gränser, rik och fri

256 
Säg mig, huru jag skall bli ren

257 
Årens synder uppräknas

258 
Hvem vill härnäst nu följa Jesus?
 (
Vem vill härnäst nu följa Jesus?
)
259 
Mänskor söka Herrens frälsning

260 
Själ, hör vad bud dig sändes från Gud
 (
Själ, hör vad bud, dig sändes från Gud
)
261 
Åter, åter för mig beskrif
 
262 
Att rädda mig, i ondska snärd

263 
Ack, hör hans röst, o, själ
 
264 
Den gamla tidens frälsning

265 
Broder, du som följer syndens breda väg

266 
Det finns en underbar källa

267 
Dyster är vägen

268 
Endast ett steg till Jesus

269 
Från himlen långt din fot har ströfvat
 
270 
Hvar och en som hör, o, dyrbara ord
 
271 
Hans röst jag förnam uti främmande land

272 
Själ, du som redlös drifves kring uppå tidens haf

273 
Hvar är mitt vilsna barn i kväll
 
274 
Vem kan mig visa vägen hem till min Faders hus

275 
Nedsänkt i synden fordom jag var

276 
Härligt nu skallar frälsningens bud

277 
Ingen hinner fram till den eviga ron
 
 
→
 
Text
 

278 
Irrande flykting från hemmet det ljufva
 (
Irrande flykting från hemmet det ljuva
)
279 
Kom nu till Jesus, o, dyra själ
 (
Kom nu till Jesus, o dyra själ
)
280 
Jag har hört om Herren Jesus hur han gick på stormigt haf
 
281 
Hvem som helst kan bli frälst
 
282 
Jesus lämnade sin boning och sin himmels ljusa sal

283 
Kära själ, som irrar fjärran
 
284 
O, Jesus kär, mitt rop nu hör

285 
Ljufligt och kärleksfullt Jesus hörs kalla
 
286 
Och när skörden är slut

287 
Reser du till himlen?

288 
Seglande hän öfver tidernas haf

289 
Det går en ström från mitt sidosår

290 
Fram, o, fram till seger

291 
Skola vi se domarn komma

292 
Snart hörs basunens ljud

293 
Stanna, hejda dina steg

294 
Strömmen från min Frälsares sår

295 
Syndare, du har ej glädje

296 
Utanför din hydda står vän

297 
Är du borta från din Gud, kom igen

298 
Ack, den skuld

299 
Det kors han mig gett

300 
Det är för oss, detta lif, underbara

301 
Jag gaf mitt liv för dig
 
302 
Dagarna hastigt fly undan

303 
Du, Israels herde
 
304 
Du, Israels, Israels herde
 
305 
Hvad kan två mig hvit

306 
I min stilla vrå jag beder

307 
Jag har kommit till Herrens välsignelsedal

308 
Jag vill sticka min hand i din sida

309 
Jesus, din röst har så ofta bjudit mig

310 
Jesus, håll mig vid ditt kors

311 
Kärlek utan gräns och mått

312 
Lyft på bönens vingar

313 
Låt min ande spegla klar din bild, som korset bar
 
314 
Mot all synd och uselhet

315 
Se, nu jag ligger vid din fot

316 
Urtidsklippa, i din klyfta göm du mig

317 
Åter och åter jag stod vid flodens strand

318 
Är mitt kors för tungt för mig

319 
Brusten är snaran

320 
Borta är synd och mörker, kamp och strid

321 
Det finns ett bättre land invid Guds högra hand

322 
Då min lifsstig är mörk och dyster
 (
Då min livsstig är mörk och dyster
)
323 
De vise från vår tid

324 
Från himlen och från jorden
 
325 
En vän jag har funnit
 
 
→
 
Text
 

326 
Jag går till det land därofvan
 
327 
Fröjden er, så Herrens maning ljuder

328 
Hell dig, o, vår Jesus

329 
Hvilken sång, hvilket jubel
 
330 
Ifrån jordens grus upp till makt och ära

331 
Jag har kommit hem till min Faders hus

332 
Jag har älskat och trott på Jesus

333 
Jag med hjärtat rent bor hos Jesus god

334 
Framåt till Guds Kanaan med jubel vi gå

335 
Framåt till strid att fångarna befria

336 
Fram öfver berg, öfver dal, öfver bölja
 
337 
Frukta ej, du Herrens lilla kämpaskara

338 
För Gud och för hans frälsningshär

339 
Frälsningssoldater, som Jehova utsänder

340 
Guds frälsningshär vill stiga ned

341 
Gud oss alla det befallt

342 
Ifrån Lappland till Skånes slätter

343 
Höjom högt vårt stridsbanér

344 
Guds evangeliivagn

345 
I Jesu fotspår

346 
Hör det manande bud

347 
Klinga, min sång, öfver berg, öfver slätter
 (
Klinga, min sång, över berg, över slätter
)
348 
Sjungom halleluja gladt till vår Jehova

349 
Till det slaktade Lamm

350 
Armen marscherar genom världen

351 
Vi vandra framåt mot den brusande flod

352 
Är mitt lif en svår och tröttsam färd
 (
Är mitt liv en svår och tröttsam färd
)
353 
Det finnes en kämpande skara af blodtvagna kvinnor och män
 (
Det finnes en kämpande skara av blodtvagna kvinnor och män
)
354 
Du korsets kämpahär

355 
En syndig värld att rädda få vårt mål ju är
 (
En syndig värld att rädda få vårt mål det är
)
356 
Marsch framåt, är Jesu hälsning

357 
Fram, fram, korsets kämpahär

358 
Med sång och med jubel till striden vi gå

359 
När stridssignalen kallar oss ut till strid

360 
O hur lycklig nu jag är

361 
Pris ske Gud! Nu jubla vi

362 
Ropa högt, att det till seger bär

363 
Ropen ut i vida världen att vår Gud är kung

364 
Rundt kring jorden i öster och väster du Frälsningsarmén kan få se
 
(
Runt kring jorden i öster och väster du Frälsningsarmén kan få se
)

365 
Jag vandrat länge trött och matt

366 
Jag vet ej hvarför Herrens nåd och kärlek slösats på mig

367 
Jag vill nu endast lita på Jesus dag för dag

368 
Jag vill sjunga en sång om mitt härliga hem

369 
Jubla, min tunga, upp att lofsjunga Jesus
 (
Jubla, min tunga, upp att lovsjunga Jesus
) 
370 
Kom, låt oss sjunga

371 
Med all min synd jag kom till Herren Jesus

372 
Nu natten flytt, och dagen grytt
 
373 
O, sprid det glada budskap vida

374 
Stäm upp, stäm upp

375 
När mitt lifsverk är ändadt
 (
När mitt livsverk är ändat
)
376 
Se, en källa där flödar så fri

377 
Samloms, kamrater, kring frälsningsfanan

378 
Lyssna, syndare, vi prisa Guds rena Lamm

379 
Lyssna, nu jag vill förtälja

380 
Rädda de döende

381 
Låt mig få höra om Jesus

382 
Man ofta värderar så stort de skatter

383 
När den evigt klara morgon gryr

384 
Skynda med räddningsbåten hän ut på lifvets haf
 (
Skynda med räddningsbåten hän ut på livets hav
)
385 
Strid för sanningen, strid mot fienden

386 
Till strid för Gud, vår kung
 med titeln 
Skönaste lott att vara soldat!

387 
När all kamp och strid upphört

388 
Stiga ned med glädje på min Herres bud

389 
Soldater äro vi, som gladt gå ut i strid
 
390 
Stridsmän uti hären, stämmen upp en sång
 
391 
Stridsmän vi äro

392 
Till strid för Gud vi gladt framtåga
 
393 
Säg, hvad mål har väl Frälsningsarmén för sig satt

394 
Till strid vi dragit ut

395 
Till strid, till strid, ty redan bräcker dag

396 
Till vapen! Ifrån himlen ropet skallar

397 
Till vapen, kamrater

398 
Under korsfanan kämpar en skara för Gud

399 
Upp, korsets kämpar, upp en hvar
 (
Upp, korsets kämpar, upp, envar
)
400 
Upp till strid, upp till strid

401 
Uti Frälsningsarmén nu vi kämpa

402 
Vi vapenbådet hört

403 
Uti frälsningshären äro vi soldater

404 
Väckt ur min dvala, kallad till strid

405 
Vi vilja korsets fana höja inför en värld

406 
Jag vet att för helgon en krona det finns

407 
När jag ser i Guds bok

408 
Flyende snabbt är lifvet, kort som en morgondröm
 
409 
Guds rena Lamm, oskyldig
 
 
→
 
Text
 

410 
Jesus, min Jesus, konung utan like
 (
Jesus, min Jesus, konung, utan like
)
411 
Jag kom till korset och såg en man

412 
O, hvad fröjd, han lefver, vår Immanuel
 
413 
O, saliga stund utan like

414 
Var hälsad, sköna morgonstund
 
 
→
 
Text
 

415 
Jag går mot döden, hvar jag går
 
416 
Saliga de, som ifrån världens öden
 (
Saliga de som ifrån världens öden
 
 
→
 
Text
 
)
417 
Visst dödsflodens bölja är mörk och kall

418 
Mot mitt hem jag reser glad och nöjd

419 
Vår Gud är oss en väldig borg
 
 
→
 
Text
 

420 
O, Jesus, blif när oss
 (
O Jesus, bliv när oss
)
```